# Prîvilne, Nikopol
Prîvilne (în ucraineană Привільне) este un sat în comuna Dmîtrivka din raionul Nikopol, regiunea Dnipropetrovsk, Ucraina.

## Demografie
Componența lingvistică a localității Prîvilne
     Ucraineană (62,53%)
     Rusă (36,94%)
     Alte limbi (0,52%)
Conform recensământului din 2001, majoritatea populației localității Prîvilne era vorbitoare de ucraineană (62,53%), existând în minoritate și vorbitori de rusă (36,94%).